# 大桑勇
大桑 勇（おおくわ いさむ、1915年〈大正4年〉4月30日 - 1999年〈平成11年〉5月22日）は、三重県生まれの実業家で、オークワの創業者である。
1915年（大正4年）に三重県南牟婁郡五郷村 （現熊野市五郷町）に生まれる。父は大桑源吉、母はふゆ。
1959年（昭和34年）に和歌山県新宮市に第1号店「主婦の店新宮店」を開店する。以降事業拡大を続け、現在では和歌山県を中心に、大阪府、奈良県、三重県、兵庫県、愛知県、岐阜県、静岡県に店舗を拡大している。
1999年、勲五等瑞宝章受章。同年、多臓器不全のため死去。84歳没。